# Arthur Caesar
Arthur Caesar (* 9. März 1892 in Bukarest; † 20. Juni 1953 in Beverly Hills, Kalifornien) war ein rumänisch-US-amerikanischer Drehbuchautor, der bei der Oscarverleihung 1934 den Oscar für die beste Originalgeschichte gewann.

## Leben
Arthur Caesar, Bruder des Liedtexters Irving Caesar, begann 1924 als Drehbuchautor für den Film His Darker Self. Im Laufe seiner Karriere in der Filmwirtschaft Hollywoods schrieb er die Vorlagen für mehr als vierzig Filme. Sein Stück Napoleon’s Barber wurde 1930 unter dem Titel El barbero de Napoleón verfilmt.
1934 erhielt er den Oscar für die beste Originalgeschichte für Manhattan Melodrama (1933). Seine letzte Drehbucharbeit war die Vorlage für Die Piratenkönigin (1951).

## Filmografie (Auswahl)
- 1930: Wide Open
- 1933: The Chief
- 1934: Manhattan Melodrama
- 1941: Adventure in Washington
- 1944: I Accuse My Parents
- 1949: Der Brandstifter von Los Angeles (Arson, Inc.)
- 1951: Die Piratenkönigin (Ann of the Indies)